# Ijuí
Ijuí – miasto i gmina w Brazylii, w stanie Rio Grande do Sul. Znajduje się w mezoregionie Noroeste Rio-Grandense i mikroregionie Ijuí.
W mieście ma siedzibę klub piłkarski EC São Luiz.